# 剑叶石斛
剑叶石斛（学名：Dendrobium acinaciforme），为兰科石斛属下的一个植物种。